# U-87号潜艇 (1941年)
U-87号（德語：U 87）是纳粹德国战争海军建造的二十四艘VII-B型潜艇（或称U艇）之一。它由吕贝克的弗伦德尔船厂承建，于1941年6月21日下水，至同年8月19日交付使用。第二次世界大战期间，该艇曾执行过五次巡逻作战，共击沉5艘同盟国或中立国舰船，累积总吨位为38,014吨。1943年3月4日，U-87号在莱索斯港以西的北大西洋遭加拿大护卫舰希迪亚克号和驱逐舰圣克罗伊号以深水炸弹击沉，艇内49名官兵全数阵亡。

## 设计
由于原有VII-A型潜艇的燃料容量有限而导致航程不足，战争海军于1936年又设计建造了24艘VII-B型潜艇作为改进版。为了提高操纵性和转向性能，他们在两副螺旋桨后部设计了两片舵，并增大舵面面积。VII-B型艇的内部空间更大，因此可在外部鞍状水舱内多装载33吨燃油。这种燃料舱是“自动加注”的——当柴油不断被消耗时，海水也不断进入该水舱以补偿浮力。艇艏和艇艉还设有纵倾平衡水舱，通过调整两端水量来防止潜艇在水下可能产生的纵倾和横摇。作为VII-B型艇，U-87号的全长增加了两米，达到66.50米，舷宽6.20米、高9.5米，并有4.74米的吃水深度，水上和水下排水量分别为753吨和857吨。该艇采用双轴设计，具有两副直径为1.23米的三叶螺旋桨。动力由两台日耳曼尼亚生产的F46型六缸四冲程1,400匹公制馬力（1,000千瓦特）涡轮增压柴油机用于水面运行，以及两台AEG提供的GU 460/8-276型375匹公制馬力（280千瓦特）双作用电动发电机用于水下航行；水面最高航速17.9節（33.2每小時），水下8節（15每小時）；能够在水面以10節（19每小時）航速续航8,700海里（16,100），或以4節（7.4每小時）连续在水下航行90海里（170）而无需充电。
武器装备方面，U-87号装备有五具内置式鱼雷发射管——艇艏四具、艇艉一具。相较于VII-A型艇，其艇艉的鱼雷发射管设计在耐压壳体内部、两片舵之间，鱼雷可以由此向外发射。在轮机舱甲板下方还配备了用于艇艉的鱼雷装填系统，耐压壳体与甲板室之间一前一后还设计有外置鱼雷贮存装置，因此U-87号的鱼雷储备和发射能力也得以提升，可携带14枚G7型鱼雷或最多26枚TMA型水雷（TMB型则为39枚）。此外，该艇还搭载有一门配备220发弹药的88毫米35式速射炮以及一门配备1,195发弹药20毫米30式高射炮作为甲板炮。其标准船员编制为4名军官及40－56名水兵。

## 历史
1938年6月9日，海军造舰局根据《英德海军协定》的要求，正式将五艘VII-B型潜艇（U-83至U-87号）的建造合同发包予吕贝克的弗伦德尔船厂。其中U-87号于1940年4月18日开始铺设龙骨，建造序列为283。经过逾十四个月的建造，它于1941年6月21日下水，至同年8月19日在首度担任艇长的海军中尉约阿希姆·贝格尔的指挥下交付使用。完成海试后，该艇加入驻但泽的第6潜艇区舰队，先是在波罗的海进行战备训练，然后于12月作为前线艇移驻德占法国的圣纳泽尔，直到1943年3月4日被击沉。与当时大多数德国U艇一样，U-87号在瞭望塔上漆有专属的艇徽：一个巨大的禽爪。
第二次世界大战期间，U-87号曾执行过五次巡逻和五次狼群作战，共击沉5艘同盟国或中立国舰船，累积总吨位为38,014吨。

### 作战巡逻
1941年12月24日22:45，U-87号在已晋升为海军上尉的贝格尔的指挥下离开基尔执行首次巡逻。穿过威廉皇帝运河并在布伦斯比特尔担任护航后，该艇前往北大西洋的纽芬兰大浅滩附近和新斯科舍省沿岸游弋。12月31日19:54，贝格尔取得首记战功，在距离圣基尔达群岛西北约110海里（200）处发射鱼雷击中了从HX-166号护航队掉队的英国液货轮心蛤号（Cardita）。该船延至三天后沉没，共导致27名船员丧生。从1942年1月6日至17日，U-87号曾加入“齐滕”狼群，试图根据时任U艇首长卡尔·邓尼茨制定的集群战术，寻求与盟军的护航船队作战。在此期间，已从ON-52号护航队脱离的挪威油轮尼霍尔特号（Nyholt）于1月17日03:59在开普雷斯以南约180海里（330）处被贝格尔发射的一枚鱼雷击中船舯部。爆炸摧毁了其左舷的三个油箱，但它仍保持漂浮并试图驶向纽芬兰。 潜艇难以击中这艘疯狂作“之字形”移动的油轮，尽管曾分别于04:04、04:08、04:55和05:34接连又发射了四枚鱼雷，但均未取得命中。在重新装填鱼雷的过程中，油轮试图撞击潜艇，两艘船在彼此附近绕圈，直到U-87号的艉部发射管装填完毕。艉部鱼雷于08:21发射，击中了尼霍尔特号的左舷船舯部，四分钟后又射出一枚艇艏鱼雷，但这最后一枚鱼雷没有命中，当对方船员分乘两艘救生艇弃船后，贝格尔不得不用甲板炮击沉该船。他于09:02至09:35之间共发射了120发炮弹，其中约70发命中。经过为期三十八天、水面5,106.3海里（9,456.9）、水下293.2海里（543.0）的航行后，该艇于1月30日09:24抵达德占法国的拉帕利斯港。
贝格尔率U-87号于1942年2月22日13:30从拉帕利斯港出发执行第二次巡逻，前往赫布里底群岛和法罗群岛以西的北大西洋游弋。在这次为期三十四天、水面4,849.7海里（8,981.6）、水下332.6海里（616.0）的航行中，该艇未能击沉或损坏任何舰船，直至3月27日返抵圣纳泽尔。从3月2日至12日期间，它曾加入“西墙”狼群，但一无所获。
在第三次巡逻中，贝格尔治下的U-87号于5月19日19:12离开圣纳泽尔，前往美国东岸周边的北大西洋游弋，并于6月12日凌晨在波士顿附近水域、即编号为CA-3156的海军网格内布设了6枚水雷。6月16日04:17，该艇迎着强风在鳕鱼角东北部向XB-25号护航队的领头船发射了一枚鱼雷，紧接着于04:18又向另一艘船发射了第二枚鱼雷。贝格尔观察到第一枚鱼雷命中，并认为第二枚没有命中，但事实上两枚都击中了英国货轮尼科尔森港号。三分钟后，U-87号再发射两枚鱼雷，则均击中美国客轮切罗基号（Cherokee）。据信载有1,707,000盎司铂金的尼科尔森港号首先是轮机舱遭到打击，两名在下面值班的船员丧生，第二枚鱼雷击中船艉，导致其从艉部下沉。至黎明时分，该船仍然漂浮在水面上，于是逃生的船员决定重新登船，以评估损坏情况和打捞的机会。他们登船后，海面重新刮起强风，汹涌的海浪冲破了脆弱的舱壁，使尼科尔森港号从船艉迅速沉没。切罗基号则是舰桥左舷率先被一枚鱼雷击中，爆炸将船体掀出水面，摧毁了海图室，涌入的海水使其急剧向左倾侧。该船随即加速并向右急转舵，但90秒后的第二枚鱼雷击中左舷船艏，导致客轮在六分钟内向左倾60度沉没。波涛汹涌的海面和极度的侧倾使救生艇无法下水，只有七艘救生筏被放出。3名军官、62名船员、1名武装警卫和20名乘客因此丧生。6月22日，U-87号在哈利法克斯港附近被加拿大皇家空军第11中队的哈德遜式轟炸機以深水炸弹炸伤。贝格尔无法继续巡逻，于7月8日06:08返抵圣纳泽尔，结束了这次为期五十一天、水面6,362海里（11,782）、水下671海里（1,243）的行动。
U-87号的第四次巡逻于8月31日13:30从圣纳泽尔出发，前往里斯本以西的北大西洋和弗里敦附近的大西洋中部游弋，至11月20日09:58返回布雷斯特。在这次长达八十二天、水面11,511海里（21,318）、水下982海里（1,819）的航行中，该艇仅击沉1艘商船。受害者是无护航的英国货轮阿伽珀诺耳号（Agapenor）。贝格尔于10月11日02:50分首先发射了两枚鱼雷，未能击中该船。货轮随后于04:58在弗里敦以南约180海里处被潜艇的两枚鱼雷击中，继而船艉于05:19遭到“致命一击”后沉没。此前从9月6日至23日期间，它曾加入“鸡貂”狼群，但一无所获。9月26日，友艇U-460号为其提供了45立方（45,000公升）的燃料和补给品；11月4日，U-87号再从U-462号接收了28立方（28,000公升）的燃料和补给品，以保障超长距离航行。
1943年1月9日15:00，贝格尔率U-87号离开布雷斯特执行第五次巡逻，前往亚速尔群岛以南和圣维森特角以西的大西洋中部游弋，从此再未归航。从1月20日至2月9日和2月9日至26日，该艇曾分别加入“海豚”和“罗亨”狼群，但一无所获。2月14日，U-118号为其提供了30立方（30,000公升）的燃料和一周的补给品；U-461号则于2月26日再次为其提供了18立方（18,000公升）的燃料、2.5立方（2,500公升）润滑油、一台无线电侦察探测仪和七天的补给品。3月4日，当U-87号位于葡萄牙以西约370（200海里）处时，德国空军报告称有一支护航队（KMS-10号）正从英国驶往地中海。贝格尔发现了这支行进缓慢的护航队。对方正受到加拿大C-1号护航集群的保护，而后者刚在托伯莫里的皇家海军反潜训练部队完成了两周的强化训练。C-1号护航集群由加拿大驱逐舰圣克罗伊号和包括希迪亚克号在内的4艘护卫舰组成，另有3艘扫雷舰在前往地中海的途中作为支援小组展开行动。所有舰艇都重新装备了100毫米的雷达设备。U-87号则仍然拥有满配鱼雷，并大胆地试图独自攻击船队。然而，护航舰艇在莱索斯港以西海域发现了潜艇，并凭借技巧和毅力进行反击，最终由圣克罗伊号和希迪亚克号通过投掷深水炸弹将其击沉在41°36′N 13°31′W / 41.600°N 13.517°W处，艇内49名官兵全数阵亡。

## 袭击历史摘要
| 日期           | 船名         | 船籍 | 吨位  | 结局 |
| -------------- | ------------ | ---- | ----- | ---- |
| 1941年12月31日 | 心蛤号       | 英国 | 8,237 | 击沉 |
| 1942年1月17日  | 尼霍尔特号   | 挪威 | 8,087 | 击沉 |
| 1942年6月16日  | 切罗基号     | 美国 | 5,896 | 击沉 |
| 1942年6月16日  | 尼科尔森港号 | 英国 | 8,402 | 击沉 |
| 1942年10月11日 | 阿伽珀诺耳号 | 英国 | 7,392 | 击沉 |

## 脚注
1. 1 2  加洛普，第72頁.
2. ↑  威廉生，第10頁.
3. 1 2  Gröner 1991，第43–44頁.
4. 1 2 3 4  . U-Boot-Archiv.   [2024-08-27]. （原始内容存档于2024-12-14）.
5. ↑  Högel，第52頁.
6. 1 2  Helgason, Guðmundur. . German U-boats of WWII - uboat.net.   [2024-08-27].
7. 1 2  Helgason, Guðmundur. . German U-boats of WWII - uboat.net.   [2024-08-27]. （原始内容存档于2024-12-14）.
8. ↑  Helgason, Guðmundur. . German U-boats of WWII - uboat.net.   [2024-08-27]. （原始内容存档于2024-12-14）.
9. ↑  Helgason, Guðmundur. . German U-boats of WWII - uboat.net.   [2024-08-27]. （原始内容存档于2024-12-14）.
10. ↑  Helgason, Guðmundur. . German U-boats of WWII - uboat.net.   [2024-08-27]. （原始内容存档于2024-12-14）.
11. ↑  Helgason, Guðmundur. . German U-boats of WWII - uboat.net.   [2024-08-27]. （原始内容存档于2024-12-14）.
12. ↑  . The Old Salt Blog. 2012-01-31  [2012-02-02].
13. ↑  Helgason, Guðmundur. . German U-boats of WWII - uboat.net.   [2024-08-27]. （原始内容存档于2024-09-20）.
14. ↑  Helgason, Guðmundur. . German U-boats of WWII - uboat.net.   [2024-08-27]. （原始内容存档于2024-09-20）.
15. ↑  Blair 1996，第602–603頁.
16. ↑  Helgason, Guðmundur. . German U-boats of WWII - uboat.net.   [2024-08-27]. （原始内容存档于2024-12-14）.
17. ↑  Helgason, Guðmundur. . German U-boats of WWII - uboat.net.   [2024-08-27]. （原始内容存档于2024-09-20）.
18. ↑  Helgason, Guðmundur. . German U-boats of WWII - uboat.net.   [2024-08-27]. （原始内容存档于2024-12-14）.
19. ↑  Helgason, Guðmundur. . German U-boats of WWII - uboat.net.   [2024-08-27]. （原始内容存档于2024-12-14）.
20. ↑  Blair 2001，第253頁.